# Armin Wagner
Armin Wagner (* 13. Juli 1968 in West-Berlin) ist ein deutscher Offizier (Oberst) und Historiker. Von März 2017 bis zum Oktober 2021 war er Direktor des Militärhistorischen Museums der Bundeswehr in Dresden.

## Leben
Wagner trat 1987 in die Bundeswehr ein und wurde zum Offizier des Heeres ausgebildet. Von 1990 bis 1994 studierte er Geschichtswissenschaft und Pädagogik an der Universität der Bundeswehr Hamburg (M.A. 1994). Seine Magisterarbeit wurde durch Klaus-Jürgen Müller betreut.
Nach einer kurzen Zeit als Zugführer war er von 1994 bis 2003 wissenschaftlicher Mitarbeiter am Militärgeschichtlichen Forschungsamt (MGFA) in Potsdam. 2001 wurde er bei Christoph Kleßmann an der Philosophischen Fakultät der Universität Potsdam mit der Dissertation Der Nationale Verteidigungsrat und seine Vorgängerinstitution als Eckpfeiler der DDR-Sicherheitsarchitektur 1953/54 bis 1971. Untersuchungen zur Sicherheits- und Militärpolitik der SED in der Ära Ulbricht zum Dr. phil. promoviert.
Von 2003 bis 2006 war Wagner Dozent für Militärgeschichte an der Offizierschule des Heeres in Dresden. Von 2006 bis 2009 wurde er als Oberstleutnant i. G. in der Dienststelle Militärischer Anteil („Military Fellow“) am Institut für Friedensforschung und Sicherheitspolitik an der Universität Hamburg verwendet. Von 2009 bis 2015 war er Referent im Bundespräsidialamt, im Bundesrat und im Bundesministerium der Verteidigung (Abteilungen Politik und Führung Streitkräfte). Außerdem war er als der für Monitoring & Verification zuständige Stabsoffizier bei der United Nations Mission in Sudan (UNMIS) tätig. 2016 war er als erster deutscher Offizier Lehrgangsteilnehmer am Higher Command Studies Course des Baltic Defense College in Taru/Estland. 
Im März 2017 wurde er als Nachfolger von Oberst Matthias Rogg Direktor des Militärhistorischen Museums der Bundeswehr in Dresden.Seit Oktober 2021 ist Wagner am Zentrum für Militärgeschichte und Sozialwissenschaften der Bundeswehr in Potsdam beschäftigt und dort derzeit als Forschungsbereichsleiter Sicherheitspolitik und Streitkräfte tätig.
Wagner ist der Schwiegersohn des Bühnenbildners und Hochschullehrers Helmut Wagner.

## Schriften (Auswahl)
- Das Bild Sowjetrusslands in den Memoiren deutscher Diplomaten der Weimarer Republik (= Studien zur Weimarer Geschichte. Bd. 2). Lit Verlag, Münster u. a. 1995, ISBN 3-8258-2379-2.
- Walter Ulbricht und die geheime Sicherheitspolitik der SED. Der Nationale Verteidigungsrat der DDR und seine Vorgeschichte (1953 bis 1971) (= Militärgeschichte der DDR. Bd. 4). Hrsg. vom Militärgeschichtlichen Forschungsamt, Ch. Links Verlag, Berlin 2002, ISBN 3-86153-280-8.
- mit Matthias Uhl (Hrsg.): Ulbricht, Chruschtschow und die Mauer. Eine Dokumentation (= Schriftenreihe der Vierteljahrshefte für Zeitgeschichte. Bd. 86). Oldenbourg Verlag, München 2003, ISBN 3-486-64586-2.
- mit Dieter Krüger (Hrsg.): Konspiration als Beruf. Deutsche Geheimdienstchefs im Kalten Krieg. Ch. Links Verlag, Berlin 2003, ISBN 3-86153-287-5.
- mit Hans Ehlert (Hrsg.): Genosse General! Die Militärelite der DDR in biografischen Skizzen (= Militärgeschichte der DDR. Bd. 7). Im Auftrag des Militärgeschichtlichen Forschungsamtes, Ch. Links Verlag, Berlin 2003, ISBN 3-86153-312-X.
- mit Matthias Uhl: BND contra Sowjetarmee. Westdeutsche Militärspionage in der DDR (= Militärgeschichte der DDR. Bd. 14). Hrsg. vom Militärgeschichtlichen Forschungsamt, Ch. Links Verlag, Berlin 2007, ISBN 978-3-86153-461-7 (3. Auflage 2010; auch erschienen in der Schriftenreihe der Bundeszentrale für politische Bildung, Bonn 2007).
- mit Hans J. Gießmann (Hrsg.): Armee im Einsatz. Grundlagen, Strategien und Ergebnisse einer Beteiligung der Bundeswehr (= Demokratie, Sicherheit, Frieden. Bd. 191). Nomos Verlag, Baden-Baden 2009, ISBN 978-3-8329-4252-6.
- mit Helmut Müller-Enbergs (Hrsg.): Spione und Nachrichtenhändler. Geheimdienst-Karrieren in Deutschland 1939–1989. Ch. Links Verlag, Berlin 2016, ISBN 978-3-86153-872-1.
- mit Magnus Pahl (Hrsg.): „Der Führer Adolf Hitler ist tot.“ Attentat und Staatsstreich am 20. Juli 1944. be.bra Verlag, Berlin 2019, ISBN 978-3-89809-168-8.
- mit Gerhard Bauer und Katja Protte (Hrsg.): KRIEG MACHT NATION. Wie das deutsche Kaiserreich entstand. Sandstein Verlag, Dresden 2020, ISBN 978-3-95498-545-6.
- mit Magnus Pahl (Hrsg.): Hitlers Elitetruppe? Mythos Fallschirmjäger. be.bra Verlag, Berlin 2021, ISBN 978-3-89809-187-9.
- Das ABC der Apokalypse. NATO-Offiziere erzählen den Dritten Weltkrieg (= Krieg und Konflikt. Bd. 27). Campus Verlag, Frankfurt/New York 2025, ISBN 978-3593-52130-5.